# Крістіан Лундін
Крістіан Лундін (нар. 7 травня 1973) — шведський композитор, музичний продюсер і автор пісень.

## Біографія
Крістіан працював над піснею «Quit Playing Games (with My Heart)», яку він створив спільно з Максом Мартіном для Backstreet Boys. Він був співавтором і продюсером «Tearin' Up My Heart» для NSYNC як продовження.
Після смерті Денніза Попа Крістіан продовжив працювати з іншими членами команди Cheiron, включаючи Макса Мартіна, Андреаса Карлссона та Джейка Шульце. Вони написали та продюсували «Bye Bye Bye» для NSYNC, «Born to Make You Happy» для Брітні Спірс, «That's the Way It Is» і «I'm Alive» для Селін Діон.